# 1798 en architecture
| Années de l'architecture : 1795 - 1796 - 1797 - 1798 - 1799 - 1800 - 1801    |
| Décennies de l'architecture : 1760 - 1770 - 1780 - 1790 - 1800 - 1810 - 1820 |

Cet article présente les faits marquants de l'année 1798 en architecture.

## Réalisations
- 11 janvier : Capitole de l'État du Massachusetts de Boston, de style fédéral, construite par Charles Bulfinch.

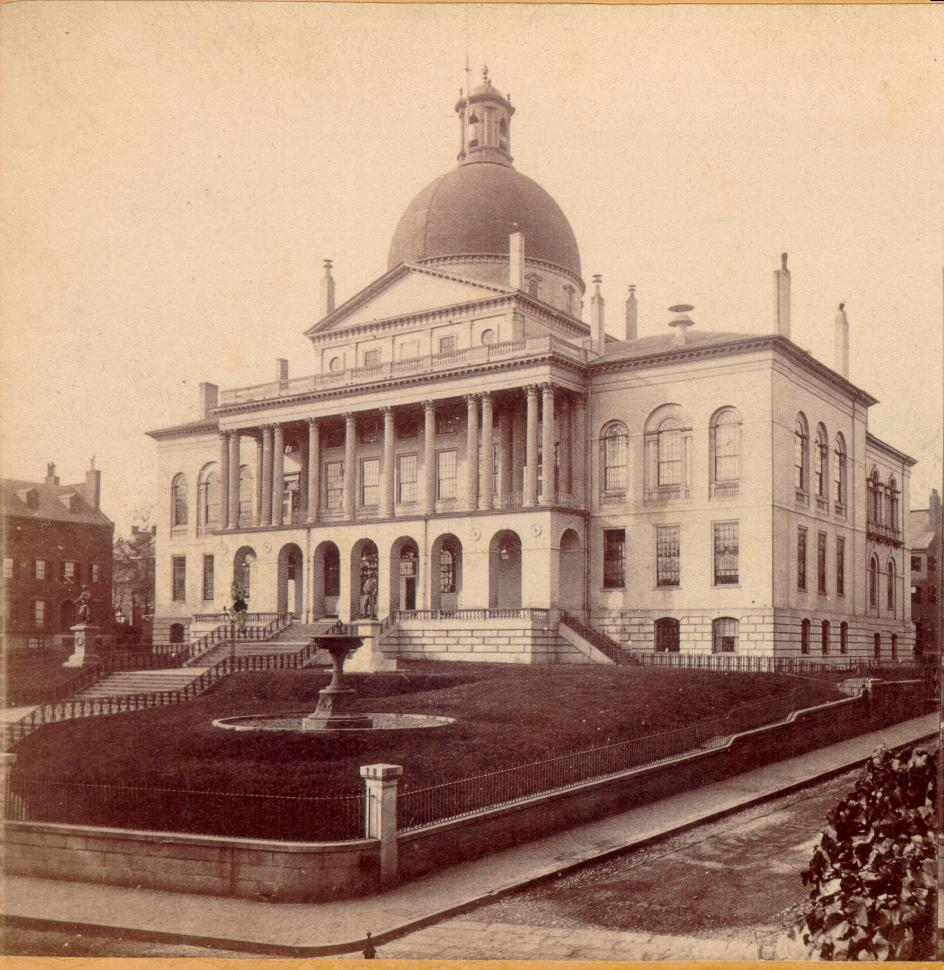
Le capitole de l'État du Massachusetts vers 1862.

## Événements
- x

## Récompenses
- x

## Naissances
- x

## Décès
- 25 juin : Thomas Sandby (°1821).
- 2 novembre : Charles De Wailly  (°1730).